# Дом И. П. Тет
Дом И. П. Тет — историческое здание в центре Нижнего Новгорода. Построено в 1904 году в стиле модерн по проекту архитектора С. А. Левкова.
В настоящее время здание не охраняется государством. Территория квартала, где оно расположено, активно расчищается от исторических зданий под застройку элитными жилыми комплексами.

## История
Англичанин Иван Петрович Тет обосновался в Нижнем Новгороде в конце XIX века. В 1904 году он решил сделать каменную пристройку к огромному рубленому деревянному дому, проект заказал молодому архитектору С. А. Левкову, который выполнил фасады в формах модерна.
25 июня 1904 года проект был рассмотрен и одобрен Строительным отделением Городской управы. В процессе работ вместо обширного корпуса к старому зданию пристроили только кирпичный двухэтажный вход и двухэтажный на высоком цоколе объём.
На 1994 год сохранились выполненные в стиле модерн козырёк входа и окно над ним, а также орнаментальная роспись на общем чёрном фоне фриза пристройки.

## В искусстве
Дом снимался в одной из ключевых сцен фильма Алексея Балабанова «Жмурки» (2005).